# أنوشافان ساهاكيان
أنوشافان ساهاكيان (الأرمني: Անուշավան Սահակյան، من مواليد 23 يناير 1972) هو مصارع أرميني متقاعد حر. أصبح بطلاً أوروبياً في عام 1994.

## حياتُه
ولد ساهاكيان في 23 يناير 1972 في يريفان. بدأ يمارس المصارعة الحرة في سن 12 تحت قيادة يوري بابايان. في عام 1990 أصبح بطل العالم للشباب.
من عام 1993 إلى عام 1999، كان عضواً في فريق المصارعة الحرة في أرمينيا الوطني. وكان أكبر نجاح في مسيرته هو الفوز بالميدالية الذهبية في بطولة الاتحاد الأوروبي للمصارعة عام 1994. في النهائيات هزم الروسي باجافين أماخانوف بطل أوروبا مرتين. ساهاكيان وأرمن مكرتشيان هما أول أبطال للمصارعة الأوروبيين على الإطلاق في المصارعة الحرة من جمهورية أرمينيا المستقلة.
أنهى مسيرته في عام 1999. منذ عام 2010 وقد تم تدريبه في نادي مصارعة يريفان مالاتيا اسمه بعد فاهان Zatikyan. من عام 2010 إلى عام 2012، قام بتدريب بطل الدوري الأوروبي غريغور غريغوريان.

## روابط خارجية
- أنوشافان ساهاكيان على موقع قاعدة بيانات المصارعة الدولية (الإنجليزية)